# La Redoute
La Redoute este cea mai mare companie franceză de comerț prin comandă poștală și internet.
Compania comercializează articole vestimentare, mobilă și articole de decorațiuni.
Compania este prezentă în peste 20 de țări și are 18 milioane de clienți, pe mai multe canale de vânzare, respectiv cataloage, magazine și internet.
La Redoute este membră a grupului RedCats care face parte din gigantul PPR (Pinault-Printemps-Redoute), alături de Gucci Group, Puma, Conforama, Fnac și CFAO.
Grupul PPR are vânzări anuale de peste 20 miliarde euro, din care 20% sunt generate de La Redoute.
La nivel internațional, La Redoute folosește, pe lângă vânzările prin catalog, care au o pondere de peste 50% în totalul afacerii companiei și vânzările online, care contribuie cu 40%, un al treilea canal de distribuție reprezentat de vânzările tradiționale în magazine (anul 2008).
Din noiembrie 2008, în urma unui parteneriat semnat cu omul de afaceri Alexandru Diaconu, compania a devenit activă și în România.